# Grab'm by the Pussy
Grab'm by the Pussy (« Prends-les par la chatte ») est une vidéo satirique du rappeur américain will.i.am sortie le 14 octobre 2016 dans laquelle will.i.am s'en prend à Donald Trump, candidat du Parti républicain à l'élection présidentielle américaine de 2016, en raison de son attitude méprisante et de ses commentaires sexistes à l'égard des femmes.
Dans la foulée de cette vidéo, le chanteur des Black Eyed Peas change le nom de son compte Twitter en will.i.am.VOTING pour encourager les gens à voter.

## Publication
will.i.am diffuse son clip parodique sur le site de vidéos comiques Funny or Die le 13 octobre 2016, une semaine après la révélation d'une interview de 2005 dans laquelle Donald Trump fait des confidences sur sa façon de prendre et d'embrasser les femmes sans leur consentement : « When you're a star they let you do it. You can do anything … Grab them by the p***y. You can do anything », (Quand vous êtes une star, elles vous laissent faire. Vous pouvez tout faire... les attraper par la chatte. Vous pouvez tout faire.)
Cette vidéo sort quelques jours avant le film Michael Moore in TrumpLand et le brûlot lancé contre Trump par Eminem (Campaign Speech).

## Contenu

### La parodie
Affublé d'une perruque blonde,,, qui rappelle la crinière de Trump, le leader des Black Eyed Peas incarne le personnage de MC Donald T. Rump, (rump signifiant la croupe, le derrière ou le postérieur en anglais, mais aussi le restant ou les restes, d'un parti politique par exemple) lors d'un débat qui l'oppose à Madam Boss, la candidate du Parti démocrate à l'élection présidentielle de 2016, interprétée par la chanteuse Liane V,,,.
MC Donald T. Rump clame « I'm a star, cos I made it, I'm rich and I'm famous! Donald Trump said to grab'm by the p---y », (Je suis une star parce que j'ai réussi, je suis riche et je suis célèbre ! Donald Trump a dit de les attraper par la chatte). Dans le fond, on entend la voix de Trump lui-même, prise de l'enregistrement de 2005 révélé durant la semaine qui a précédé la satire de will.i.am.
Madam Boss réplique « No, you got it all wrong! I'm a woman and I'm strong. And don't you forget it. Because I am intelligent. I'm somebody's daughter. I'm somebody's boss. I could be the next president. So give me the respect now. »,, (Non, vous avez tout faux ! Je suis une femme et je suis forte ! Et ne l'oubliez pas. Parce que je suis intelligente. Je suis la fille de quelqu'un. Je suis le chef de quelqu'un. Je pourrais être la prochaine Présidente ! Alors respectez-moi maintenant !).
Mais T. Rump l'interrompt en disant : « Ah, shut up girl. It ain't about you, girl. It's all about me, girl. Did you see my name on the building girl ? I wanna be president. I'm gonna own the world. I'm a star » (Ah ! Ferme la, ce n'est pas à propos de toi. C'est tout à propos de moi. T'as vu mon nom sur la tour ? Je veux être le président. Je vais posséder la planète. Je suis une vedette.). 
Le modérateur du débat, interprété par Apl.de.ap,,, (Allen Pineda Lindo, autre membre des Black Eyed Peas) intervient alors pour poser des questions au sujet de la guerre en Afghanistan, d'Al-Qaïda, de l'État islamique, de la crise en Syrie et des Noirs tués par la police, questions auxquelles, sans surprise, T. Rump n'arrive pas à répondre,.
Plein d'arrogance, MC Donald T. Rump affirme « When I'm President, I won't be like Obama! If anyone talks shit about me, I'll bomb em » (Quand je serai Président, je ne serai pas comme Obama ! Si certains racontent de la merde à mon sujet, je les bombarderai !) et « If we have problems with Russia, I'll bomb them » (Si nous avons des problèmes avec la Russie, je les bombarde !).
Il termine en disant « Respect you? Ah, I'm gonna learn you to respect me! I've got the KKK support ! » (Te respecter ? Ah, je vais t'apprendre à me respecter ! J'ai le support du Ku Klux Klan !).
Avant de conclure : « Trump that bitch  ».
Pendant ce temps, en bas de l'écran, le téléscripteur affiche certaines des intentions politiques les plus douteuses et les plus agressives du candidat républicain (comme rendre le mariage homosexuel illégal ou renvoyer tous les Mexicains dans leur pays), alors que, par contre, Madam Boss veut augmenter les salaires minimum, prendre des mesures en faveur des handicapés et offrir des soins de santé de qualité à un prix abordable à tous les Américains.

### La conclusion
Will.i.am termine la vidéo avec un message plus sérieux.
Il apparaît sans son déguisement pour dire « OK, it's obvious: I don't look like Donald Trump. But what's more obvious is Donald Trump doesn't look like the president of the United States of America. Nor should he be. »,,, (OK, c'est évident ! Je ne ressemble pas à Donald Trump. Mais ce qui est encore plus évident, c'est que Donald Trump ne ressemble pas au Président des États-Unis. Et qu'il ne devrait pas l'être). 
Il conclut en disant que tout ceci n'est ni un cirque, ni un spectacle télévisé, ni un film et que l'Amérique a besoin d'un leader qui dirigera l'Amérique, s'occupera du Monde en tenant compte de sa complexité et de ses problèmes, et mènera l'Amérique à la prospérité : « Nous avons besoin d'un leader qui, non seulement gère les États-Unis, mais aussi aide le monde entier à aller de l'avant. Nous avons besoin d'un leader qui puisse régler nos problèmes d'éducation ». 
Finalement, il appelle les électeurs à faire leur devoir, à s'inscrire comme électeurs et à aller voter pour le candidat qui peut accomplir cela et qui, de toute évidence est Hillary,, : « Nous avons besoin que vous alliez vous enregistrer pour pouvoir voter, puis de voter pour la bonne personne. Cette personne est évidemment Hillary ».